# Edouard Janssens
Edouard Joseph Antoon Janssens (Bree, 11 april 1879 - Opitter, 1 oktober 1943) was een Belgisch senator.

## Levensloop
Janssens was een zoon van Auguste Janssens. Zelf was hij ondernemer, als zaakvoerder van de groothandel in voedingswaren Janssens en Gilissen. Hij was getrouwd met Evelien Vanschoenbeek.
In 1927 volgde hij de overleden monseigneur Simon Deploige op als katholiek provinciaal senator voor Limburg en vervulde dit mandaat tot aan zijn dood.
Hij was:
- voorzitter van de raad van beheer van de nv Janssens en Gilissen,
- beheerder van de Kolenmijnen van Houthalen,
- beheerder van de nv Van Rothem,
- beheerder van het discontokantoor van de Nationale Bank in Hasselt,
- beheerder van de Hoge Raad voor Handel en Nijverheid,
- voorzitter van de Kamer van Koophandel van Limburg.

De familie werd zwaar door de Tweede Wereldoorlog getroffen. Twee zoons van Edouard stierven in een concentratiekamp: Jules Janssens in Elrich-Buchenwald op 3 januari 1945 en Paul Janssens in Sonnenburg. Een broer van Edouard, Alexander verloor drie zonen tijdens de oorlogsjaren: Charles op 12 mei 1940 te Aarschot, Henri op 13 januari 1945 in Elrich-Buchenwald en Luc op 11 april 1945 in Belsen. Ook zijn jongste broer Constant Janssens, overleed in Weimar-Buchenwald op 29 juli 1944.   
Janssens ging wonen op het kasteel van Opitter, waar hij overleed.